# 1892년 영화
다음은 1892년 영화에 관한 정보이다. 1892년 영화계의 사건과 영화 목록, 영화인에 대해 다룬다.

## 사건

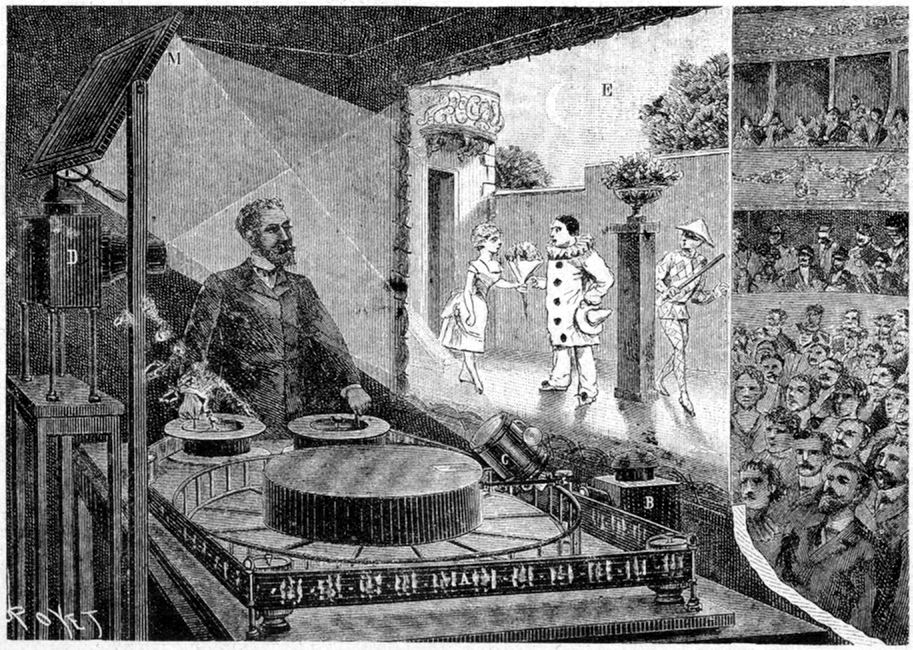
테아트르 옵티크

- 에디슨 사의 활동사진 장치인 키네토스코프가 최종 개발을 마쳤다. 이로써 필름의 진행방향이 수평에서 수직으로 바뀌고, 필름의 크기 역시 넓어졌다. 이 때 처음 개발된 기술규격은 이후 20년간 거의 모든 무성영화에 적용되기 시작한다.
- 맥스 스클라다노프스키가 활동사진 카메라를 개발하여 첫 영상을 촬영하는 데 성공하나, 이미지 삽입 규격이 기존 것과 달랐던 탓에 1895년 말 비오스코프 영사기를 개발하기까지 공개되지 못하고 묻어두어야 했다.
- 10월 18일 - 프랑스 파리의 그래뱅 박물관에서 테아트르 옵티크를 이용한 애니메이션 공개 상영회가 개시됐다.

## 영화
- 샤를에밀 레노의 단편 애니메이션
  - <광대와 개> (Le Clown et ses chiens) - 현재는 소실.
  - <포브르 피에로> (Pauvre Pierrot)
  - <엉 봉 보크> (Un bon bock) - 현재는 소실.
- <웨일스 공> (Le prince de Galles) - 웨일스공 에드워드에 관한 단편 다큐멘터리. 루이 뤼미에르 제작.
- 윌리엄 케네디 딕슨의 단편
  - <펜싱> (Fencing)
  - <악수> (A Hand Shake)
  - <평행봉 남자> (Man on Parallel Bars)
  - <레슬링> (Wrestling)
  - <복싱> (Boxing) - 에디슨 매뉴팩처링 컴퍼니에서 제작

## 탄생
- 1월 18일 - 미국의 코미디 배우 올리버 하디
- 4월 8일 - 미국의 여배우 메리 픽포드

## 같이 보기
- 19세기 영화
- 1890년대 영화